# 阪谷芳郎

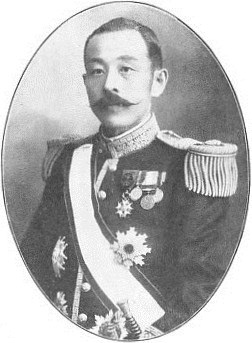
阪谷芳郎

阪谷 芳郎（さかたに よしろう、文久3年1月16日（1863年3月5日） - 昭和16年（1941年）11月14日）は、日本の大蔵官僚、政治家。子爵、法学博士。備中国川上郡九名村（現井原市）出身。大蔵大臣、東京市長、貴族院議員などを歴任した。父親は阪谷朗廬。曾孫の橋本久美子は首相を務めた橋本龍太郎の妻である。

## 経歴
後月郡西江原村（現・岡山県井原市）に、幕末に開国派として活躍した漢学者、阪谷朗廬の四男として生まれる。明治6年（1873年）に父の友人である箕作秋坪の三叉学舍に入り、明治9年（1876年）東京英語学校に入学、明治13年（1880年）東京大学予備門を卒業。
明治17年（1884年）に東京大学文学部政治学科（現：法学部第3類）を卒業後、大蔵省に入省する。専修学校や海軍主計学校で教鞭をとる。明治21年（1888年）に渋沢栄一の娘琴子と結婚し、会計法など財務に関する法律の整備に力を注いだ。明治27年（1894年）の日清戦争では大本営付で戦時財政の運用にあたり、戦後の財政計画も担当した。明治30年（1897年）には大蔵省主計局長となり、明治32年（1899年）には法学博士の称号を与えられ、明治34年（1901年）大蔵省総務長官にまでのぼった。
明治36年（1903年）には大蔵次官となり、日露戦争では臨時煙草局製造準備局長と臨時国債整理局長も兼任し、軍事費の調達および戦後の財政処理を行う。明治39年（1906年）には大蔵大臣（第1次西園寺内閣）を務めた。明治40年（1907年）9月、日露戦争の功績により男爵が授けられる。明治41年（1908年）に大蔵大臣を辞任して大蔵省を去り、半年間外遊する。
明治45年（1912年）7月から大正4年（1915年）2月まで東京市長を務めた。市長在任中に、明治神宮、明治神宮野球場の造営や乃木神社の建立に尽力した。市長辞職後、大正4年に『家庭の経済』刊行。大正6年（1917年）1月27日には補欠選挙で貴族院男爵議員に選ばれ、1941年11月11日に子爵に陞爵するまで在任した。大正8年（1919年）、男爵議員による貴族院院内会派公正会の結成に際しては、幹事の一人を務めている。
1926年4月、発足した太平洋問題調査会の理事に就任。
昭和3年（1928年）日本ホテル協会会長就任。専修大学にも教員として出講し、のち学長を務め、創設者の一人で初代学長だった相馬永胤死後の大学運営を取り仕切った。
昭和16年（1941年）4月、脳溢血で倒れ、紀元二千六百年奉祝事業に尽力したことが功績とされ、子爵に陞爵した。同年11月14日、満78歳（享年79）で死去。墓所は谷中霊園。

## 栄典
位階
- 1891年（明治24年）12月11日 - 正七位[8]
- 1894年（明治27年）2月28日 - 正六位[9]
- 1897年（明治30年）7月10日 - 正五位[10]
- 1901年（明治34年）9月30日 - 従四位[11]
- 1906年（明治39年）1月20日 - 正四位[12]

勲章等
- 1895年（明治28年）10月31日 - 勲四等旭日小綬章[13]
- 1902年（明治35年）12月28日 - 勲二等瑞宝章[14]
- 1906年（明治39年）4月1日 - 勲一等旭日大綬章[15]。
- 1907年（明治40年）9月21日 - 男爵 [16]
- 1915年（大正4年）11月10日 - 大礼記念章[17]
- 1930年（昭和5年）12月5日 - 帝都復興記念章[18]
- 1941年（昭和16年）11月11日 - 子爵[19]

## 社会活動
阪谷芳郎は多くの会社・学校・団体や事業に関与し、「百会長」と評された。よく英語に通じ、カーネギー平和財団の会議や、パリ連合国政府経済会議などに出席している。大日本平和協会、日本国際連盟協会の創設にも関わった。また、外地の日本語教育に熱心で、日語文化学校を創設した。帝国発明協会では24年（1917年 - 1941年）の長きにわたり会長を務める。
都市計画にも関心が深く、蔵相在任時に神戸港築港計画を決定し（ただし、後日港湾を管轄する内務省からは「越権行為」と非難され、閣内紛糾の一因となった）、またのちに都市美協会会長も務めた。

## 家族・親族
- 父 阪谷朗廬

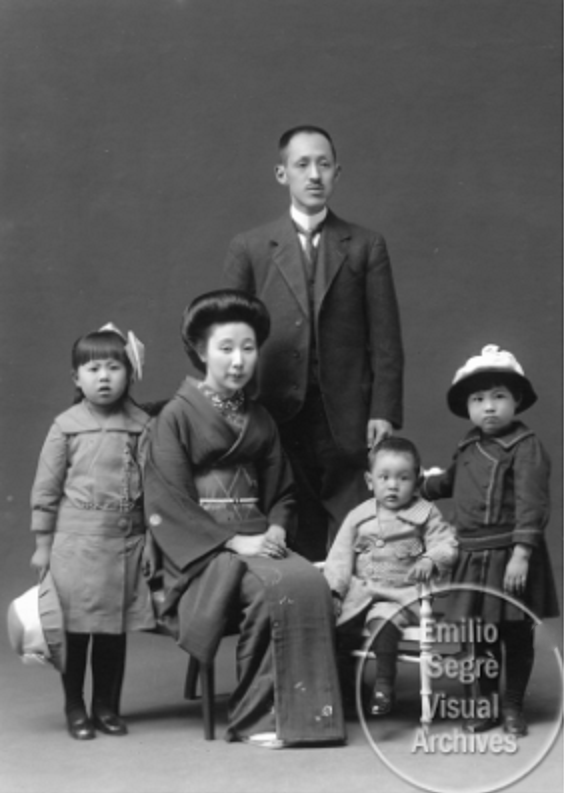
二女の和子。夫と子供たちと

- 妻 琴子 - 実業家渋沢栄一子爵の次女、法学者穂積陳重男爵の妻歌子の妹、実業家尾高惇忠の姪。明治21年（1888年）に芳郎と結婚[2]。慈恵医院婦人会に入り慈善活動を行って、皇后から上野慈恵病院常置幹事を任命される[2]。
- 長男 希一 - 日本銀行出身 満州国国務院次長、中国聯合準備銀行顧問など歴任。岳父に三島彌太郎。娘の夫に大島寛一、植村泰忠。
- 長女 敏子（1890年 - 1921年） - 堀切善次郎の妻。31歳で病死[2]。
- 次女 和子（1891年 - 1923年） - 高嶺俊夫の妻。信子、孝子、秀一、貞子の4児を残し、関東大震災により死亡[2][20]。
- 次男 俊作 - 京都帝国大学文科卒。市立名古屋図書館館長。岳父に八十島親徳[2]。
- 三女 八重子 - 男爵中村貫之の妻
- 四女 千重子 - 工学士・秋庭義衛（ヂーゼル機器、ゼクセル社長）の妻[2]。親戚に安藤太郎。
- 五女 總子 - 伊藤長次郎嗣子熊三の妻[2]。
- 孫 芳直 - 海軍主計中尉、戦後は東急ホテルズ・インターナショナル常勤監査役ほか
- 従兄 阪田実〔豊国銀行取締役〕[21]
- 従弟 山成喬六 - 台湾銀行理事、満州中央銀行副総裁など歴任

## 関連作品
- 『青天を衝け』-（2021年、NHK大河ドラマ、演：内野謙太）

## 系譜

ギャラリー
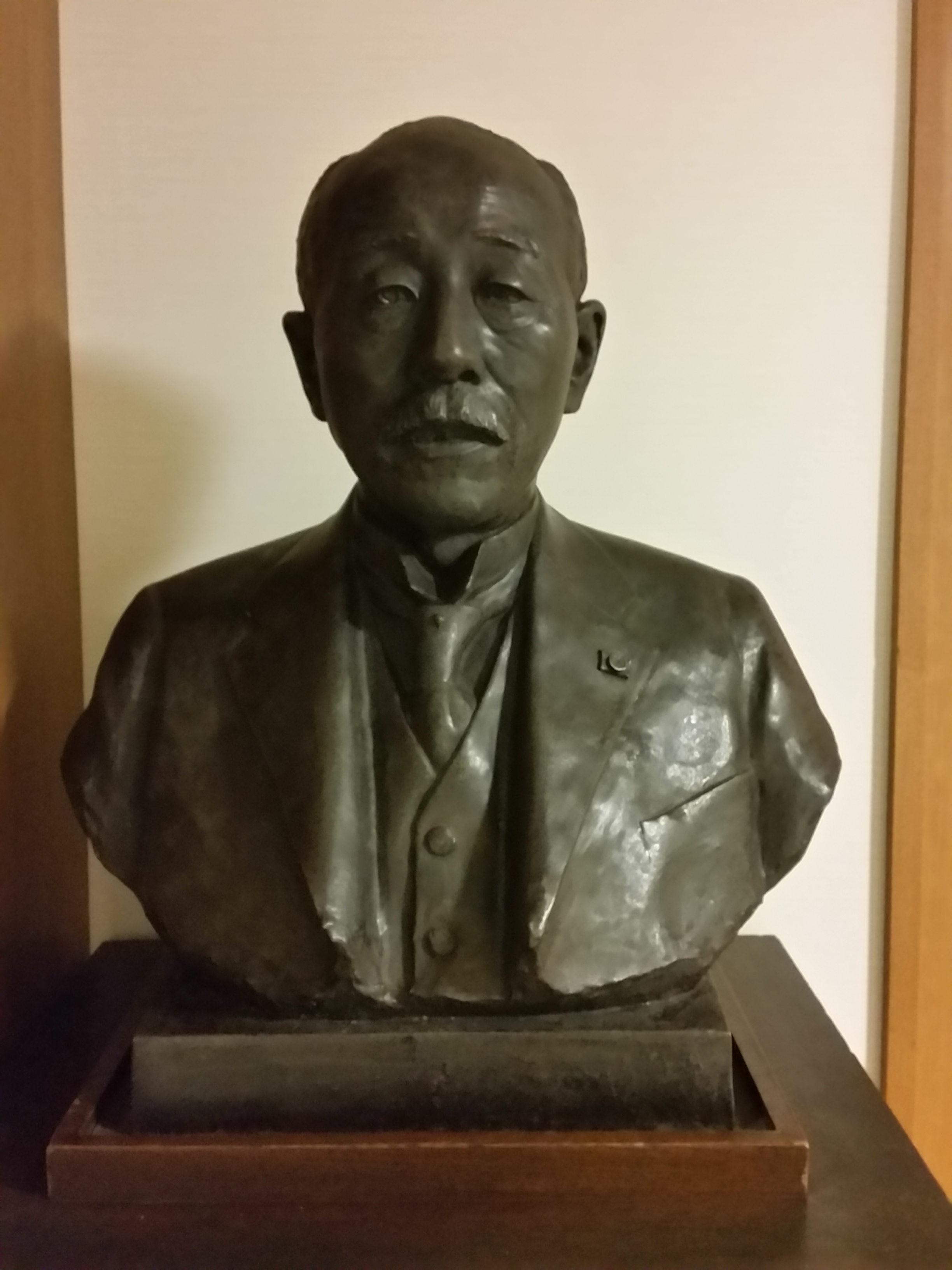
盛岡勇夫発明　立体写真像（発明協会所蔵）
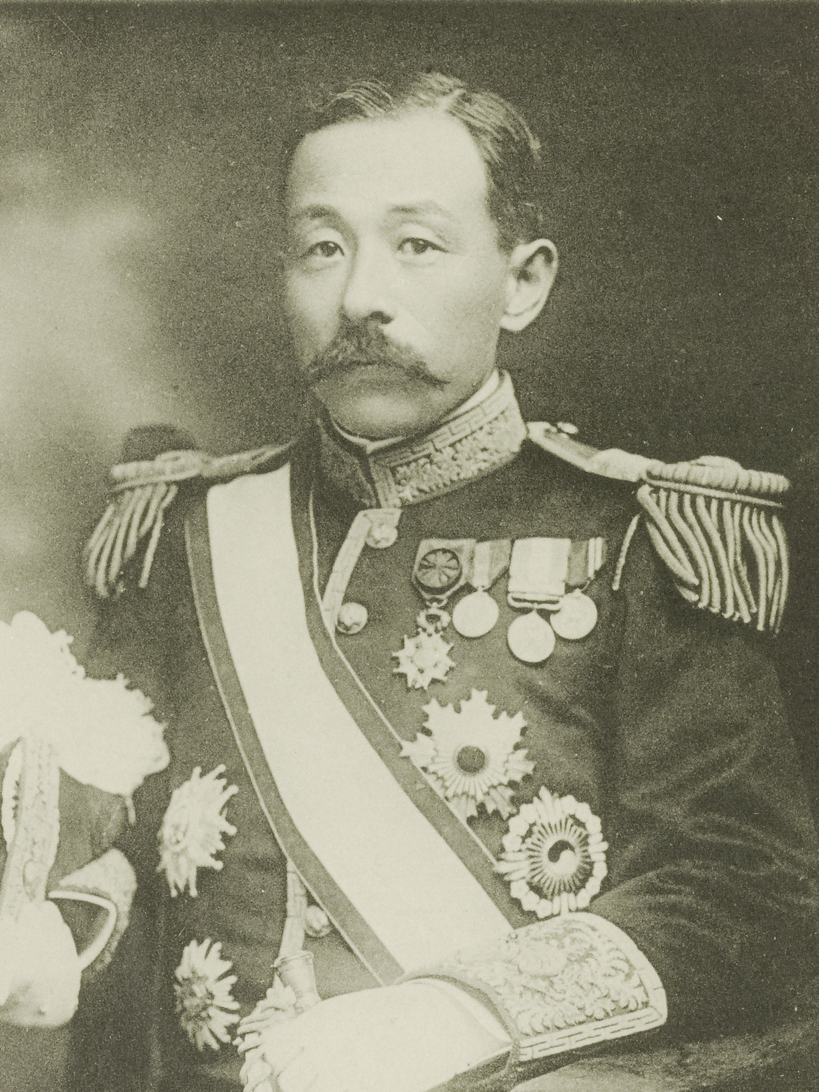

阪谷家（阪谷家系図）
2代四郎兵衛の頃、延宝8年（1680年）検地帳に、2町6反7畝2歩（2.65ha）の田と1町5反4畝2歩（1.53ha）の畑を所有とある。3代治兵衛の頃には、田畑4町9反8畝（4.94ha）の地主になった。5代甚平（甚八）は同村友成の伊達家から婿養子に迎えられ、“中興の祖”となった。2町7反6畝7歩（2.74ha）の田と1町1反9畝7歩（1.19ha）の畑を所有して高合計24石となった。延享2年（1745年）に酒造を始め、天明5年（1785年）に250石仕込んだが、天明の飢饉により同6年に半減、同7年には3分の1まで減少した。領主戸川氏から坊主格を賜り、“坂谷”から“坂田”と改姓した。寛延2年（1749年）に御札座役となり札屋と呼ばれるようになった。
```
　　　　　　　　　　　　　　　　　┏喜左衛門
四郎兵衛━━四郎兵衛━━治兵衛━━┫
　　　　　　　　　　　　　　　　　┗左治兵衛━━甚平━━甚兵衛宗房━━三五八良哉━━素三郎（朗廬）

```

```
　　　　　　　　┏━礼之介
　　　　　　　　┃
　　　　　　　　┣━次雄
　（朗廬）　　　┃
素（素三郎）━━╋━達三
　　　　　　　　┃
　　　　　　　　┣━芳郎━━━━━┳━希一━━━━━┳━正子
　　　　　　　　┃　　　　　　　　┃　　　　　　　　┃
　　　　　　　　┗━時作　　　　　┣━敏子　　　　　┣━朗子
　　　　　　　　　　　　　　　　　┃　　　　　　　　┃
　　　　　　　　　　　　　　　　　┣━和子　　　　　┣━芳直━━━━━┳━素子
　　　　　　　　　　　　　　　　　┃　　　　　　　　┃　　　　　　　　┃
　　　　　　　　　　　　　　　　　┣━俊作　　　　　┣━理子　　　　　┣━英子
　　　　　　　　　　　　　　　　　┃　　　　　　　　┃　　　　　　　　┃　
　　　　　　　　　　　　　　　　　┣━八重子　　　　┣━順子　　　　　┣━民子
　　　　　　　　　　　　　　　　　┃　　　　　　　　┃　　　　　　　　┃
　　　　　　　　　　　　　　　　　┣━千重子　　　　┣━春子　　　　　┗━綾子━━━━━┳━直樹
　　　　　　　　　　　　　　　　　┃　　　　　　　　┃　　　　　　　　　　　　　　　　　┃
　　　　　　　　　　　　　　　　　┗━総子　　　　　┗━秀直　　　　　　　　　　　　　　┗━裕璃
　　　　　                                                                                                                                 　　　　　　

```

- ギャラリー
- ファイル:第二代会長阪谷芳郎男爵喜寿記念寿像.jpg盛岡勇夫発明　立体写真像（発明協会所蔵）
- ファイル:SAKATANI_Yoshiro.jpg

## 註
1. ↑  読みは『平成新修旧華族家系大成』『議会制度七十年史』による。
2. 1 2 3 4 5 6 7 8 9 10 11 12 13 14  阪谷芳郎の家庭教育伊藤真希、愛知淑徳大学大学院現代社会研究科、現代社会研究科研究報告6、2011-03-04
3. ↑  『貴族院要覧（丙）』昭和21年12月増訂、24頁。
4. ↑  『官報』第1345号、大正6年1月29日。
5. ↑  『貴族院要覧（丙）』昭和21年12月増訂、50頁。
6. ↑  「恒久的な組織として設立、理事長に井上準之助」『東京日日新聞』1926年4月7日（大正ニュース事典編纂委員会『大正ニュース事典第7巻 大正14年-大正15年』本編p.384 毎日コミュニケーションズ 1994年）
7. ↑  歴代会長日本ホテル協会
8. ↑  『官報』第2538号「叙任及辞令」1891年12月14日。
9. ↑  『官報』第3199号「叙任及辞令」1894年3月1日。
10. ↑  『官報』第4207号「叙任及辞令」1897年7月12日。
11. ↑  『官報』第5475号「叙任及辞令」1901年10月1日。
12. ↑  『官報』第6766号「叙任及辞令」1906年1月22日。
13. ↑  『官報』第3704号「叙任及辞令」1895年11月1日。
14. ↑  『官報』第5848号「叙任及辞令」1902年12月29日。
15. ↑  『官報』号外「叙任及辞令」1907年1月28日。
16. ↑  『官報』第7272号「授爵敍任及辞令」1907年9月23日。
17. ↑  『官報』第1310号・付録「辞令」1916年12月13日。
18. ↑  『官報』第1499号・付録「辞令二」1931年12月28日。
19. ↑  『官報』第4455号「叙任及辞令」1941年11月13日。
20. ↑  高嶺俊夫『人事興信録』第8版 [昭和3(1928)年7月]
21. ↑  阪田実『人事興信録』第4版 [大正4(1915)年1月]

## 研究・評伝
- 尚友倶楽部・桜井良樹編『阪谷芳郎東京市長日記』芙蓉書房出版、2000年。
- 専修大学編『阪谷芳郎関係書簡集』芙蓉書房出版、2013年。
- 西尾林太郎『阪谷芳郎』吉川弘文館〈人物叢書〉、2019年。ISBN 9784642052863
- 阪谷芳直『三代の系譜』みすず書房、1979年／洋泉社・新書判、2007年。孫の評伝